# Бартодзєє (Зволенський повіт)
Бартодзєє (пол. Bartodzieje) — село в Польщі, у гміні Тчув Зволенського повіту Мазовецького воєводства.
Населення — 572 особи (2011).
У 1975-1998 роках село належало до Радомського воєводства.

## Демографія
Демографічна структура станом на 31 березня 2011 року:
|          | Загалом | Допрацездатний вік | Працездатний вік | Постпрацездатний вік |
| -------- | ------- | ------------------ | ---------------- | -------------------- |
| Чоловіки | 281     | 74                 | 178              | 29                   |
| Жінки    | 291     | 51                 | 175              | 65                   |
| Разом    | 572     | 125                | 353              | 94                   |